# Nicklas Storåkers
Nicklas Storåkers, född 10 september 1974, är en svensk företagare. Han var vd i Avanza mellan 1999 och 2011. Han är yngre bror till Michael Storåkers och gift med Anna Storåkers.

## Biografi
Storåkers inledde sin karriär som investeringsanalytiker på AB Custos efter sin civilekonomutbildning på Handelshögskolan i Stockholm. När tidningen Affärsvärlden rankade näringslivets mäktigaste personer ej fyllda 40 år, var Storåkers med bland de tio främsta.
Storåkers driver sedan maj 2013 bolaget NS Intressenter tillsammans med Mikael Lindahl, Karl-Johan Persson och Nordstjernan AB. Syftet med NS Intressenter är att förvärva och genom ett långsiktigt och aktivt ägarskap driva en framgångsrik verksamhet inom tjänstesektorn.
Från april 2016 till november 2021 var Storåkers vd för prisjämförelsesajten Pricerunner och han efterträddes av Mikael Lindahl.
Storåkers har under olika perioder haft styrelseuppdrag i bolag som Lysa, Avanza Bank, Insplanet, Jajja Communications, Tink, Froda, Nordicnest.se och Hedvig.